# Pedro Casella
Pedro Casella (né le 21 octobre 1898 à Montevideo et le 18 juin 1971) est un joueur de football international uruguayen, qui évoluait au poste de gardien de but.

## Biographie

### Carrière en sélection
Avec l'équipe d'Uruguay, il joue sept matchs (pour neuf buts encaissés) entre 1921 et 1923,. 
Il figure dans le groupe des sélectionnés lors des championnats sud-américains de 1921, de 1923 et de 1924. Il remporte la compétition en 1923 et 1924.
Il participe également aux Jeux olympiques de 1924 organisés à Paris. La sélection uruguayenne remporte la médaille d'or mais lui ne dispute pas de match.

## Palmarès
Uruguay
- Championnat sud-américain (2) :
  - Vainqueur : 1923 et 1924.

- Jeux olympiques (1) :
  -  Or : 1924.